# یواس‌اس پوهاتان (۱۸۹۸)
یواس‌اس پوهاتان (۱۸۹۸) (به انگلیسی: USS Powhatan (1898)) یک کشتی بود که طول آن ۱۰۱ فوت (۳۱ متر) بود. این کشتی در سال ۱۸۹۲ ساخته شد.